# Mohieddin Fikini
Mohieddin Fikini (n. en Fezzan en 1925 - fecha de muerte desconocida) (en árabe: محي الدين فكيني) fue el primer ministro de Libia desde el 19 de marzo de 1963 al 22 de enero de 1964. También fue el ministro de Asuntos Externos durante el mismo período.

## Biografía
Mohieddin Fikini descendía de la tribu Rajbanen Djebel Nefusa, Tripolitania. Su padre, Mohammed ben Khalifa Fikini, fue uno de los líderes de la resistencia contra la invasión italiana de Libia de 1911. En 1923, luego del colapso de la resistencia en contra de los italianos Mohammed Fikini abandonó Tripolitania y emigró a Fezzan con su familia.
Mohieddin Fikini nació en Fezzan en 1925. En 1929, los italianos lanzaron su ofensiva contra esa ciudad, por lo que Fikini debió irse junto a su familia a Argelia, y luego a Túnez, donde se asentaron en Gabès. Vivieron allí hasta la muerte de Mohammed Fikini, en 1950. En 1953 la familia regresó a Trípoli.
Mohieddin Fikini fue un aplicado estudiante. Estudió leyes en la Universidad de París doctorándose en 1953. El título de su tesis fue "Le règlement de la question libyenne par l'Organisation des Nations Unies" (en español: El reglamento de la cuestión libia para la Organización de las Naciones Unidas). Además aprendió a hablar italiano, inglés, francés.
Participó en los acuerdos hechos por el gobierno libio con el Reino Unido, Estados Unidos e Italia entre 1953 y 1956.
Fue embajador en Egipto (de 1957 a 1958) y desde 1958 simultáneamente en Estados Unidos y las Naciones Unidas.

## Como primer ministro
En marzo de 1963 el Rey Idris de Libia designó a Fikini para su nuevo gabinete, del cual él se convirtió además en Ministro de Asuntos Externos. Algunos de los logros de su gobierno son:
1. Reemplazo del sistema federal por un sistema central de gobierno en abril de 1963.
2. Lanzamiento del primer plan quinquenal de desarrollo en junio de 1963.
3. Enmienda de algunos artículos de la constitución Libia de 1951, uno de los cuales le dio a las mujeres el derecho a voto.

El gobierno de Fikini no duró mucho tiempo. En enero de 1964, una multitud de jóvenes en Bengasi realizaron protestas, que fueron duramente reprimidas por la policía, causando algunas muertes. Fikini prometió castigar a los involucrados en este caso, lo que causó el desacuerdo con el comandante de las fuerzas de seguridad, Mahmud Buguaitin, quien defendió a sus oficiales. Fikini le consultó al Rey para remover a Buguaitin de su cargo. Buguaitin era un oficial leal al Rey Idris, que había luchado en la fuerza Senussi contra las tropas británicas durante la Segunda Guerra Mundial, por ello el Rey se negó al pedido de Fikini, quien presentó su renuncia el 22 de enero de 1964.

## Su muerte
Luego de esto, Fikini se retiró de la política. La más reciente información sobre el indica que se reunió con el líder libio Muammar al-Gaddafi en 1982 junto a otros políticos. Murió poco más tarde, sin saberse con exactitud la fecha de su deceso. 